# Играни филм
Играни филм (енгл. Live action) је израз који се у најширем смислу користи за сваки филм у којем се налази људска глума. У ужем смислу се израз односи на филмове у којима глумљене сцене чине највећи или најважнији део садржаја, било да се њима предочава фикција или реконструишу стварни догађаји. 
Играни филм се разликује од анимираног филма због коришћења људских глумаца уместо анимираних ликова, а од документарног филма се разликује по томе што не покушава непосредно забележити стварност.
У оба случаја постоје хибридне форме — играно-анимирани филм који комбинује глумце и анимиране ликове (за шта је карактеристичан пример Ко је сместио зеки Роџеру?) и играно-документарни филм који документарни садржај комбинује са играним сценама, најчешће реконструкцијама стварних догађаја.
Луткарски филм се по неким дефиницијама сматра подврстом играног филма.